# Zamia oreillyi
Zamia oreillyi — вид голонасінних рослин класу Саговникоподібні (Cycadopsida).

## Поширення, екологія
Цей вид зустрічається в провінції Гондурасу Атлантида (Карибське узбережжя). Цей вид зустрічається у вологому тропічному лісі. Чисельність населення оцінена в 2300 осіб в дикій природі (29 осіб на км²).

## Загрози й охорона
Загрози невідомі. Популяції є в буферній зоні англ. Pico Bonito National Park.